# 寬唇苞葉蘭
寬唇苞葉蘭（学名：Brachycorythis galeandra），又名短距苞叶兰，为天門冬目蘭科苞葉蘭屬下的一种植物。它的塊梗可以入藥，當人被蛇咬傷時可以用此類藥物塗抹傷口。